# Panchmahal (Distrikt)
Der Distrikt Panchmahal (Gujarati: પંચમહાલ જિલ્લો) ist einer von 26 Distrikten des Staates Gujarat in Indien. Die Stadt Godhra ist die Hauptstadt des Distrikts. Die letzte Volkszählung im Jahr 2011 ergab eine Gesamtbevölkerungszahl von 2.390.776 Menschen.

## Geschichte
Von vorchristlicher Zeit wurde das Gebiet – wie die ganze Region – von diversen buddhistischen und hinduistischen Herrschern regiert. Die erste Zivilisation war die Indus-Kultur. Es war jahrhundertelang in militärische Auseinandersetzungen mit muslimischen Eroberern und Regenten im Norden Indiens verwickelt. Im Jahre 1484 wurde die letzte Hindu-Dynastie der Chauhan vom Sultan von Gujarat besiegt und das Land geriet unter islamische Herrschaft. Das Sultanat Gujarat beherrschte das Land bis ins Jahr 1575. Danach wurde es Untertanengebiet der Großmoguln. Bereits seit Anfang des 18. Jahrhunderts griffen die Marathen die Herrschaft der Muslime an. Im Jahr 1753 wurde das Gebiet Teil des hinduistischen Marathenreichs. Im Jahr 1755 wurde es ein Landesteil des Staates Gwalior. Es teilte bis 1861 die Geschichte dieses Fürstentums. Nach dem Dritten Marathenkrieg kam es somit unter britische Herrschaft und gehörte zur britischen Verwaltungsregion Bombay Presidency. 1861 tauschten Gwalior und die Briten Gebiete aus. So kam der heutige Distrikt unter dem Namen Panch Mahals District unter direkte britische Herrschaft als Teil der Northern Division der Präsidentschaft Bombay. Mit der Unabhängigkeit Indiens 1947 und der Neuordnung des Landes wurde es 1949 Teil des neuen Bundesstaats Bombay. Einige kleinflächige Fürstentümer kamen hinzu. Im Jahre 1960 wurde Bombay State geteilt und das Gebiet kam zum neu geschaffenen Bundesstaat Gujarat. Das Gebiet des Distrikts in heutigem Umfang entstand am 2. Oktober 1997. Damals wurden Teile des bisherigen Distrikts ausgegliedert und zum neuen Distrikt Dahod zusammengefügt.
Quelle Imperial Gazeteer Of India:

## Bevölkerung

### Bevölkerungsentwicklung
Wie überall in Indien wächst die Einwohnerzahl im Distrikt Panchmahal seit Jahrzehnten stark an. Die Zunahme hat sich allerdings leicht verlangsamt und betrug in den Jahren 2001–2011 rund 18 Prozent (18,05 %). In diesen zehn Jahren nahm die Bevölkerung dennoch um rund 365.000 Menschen zu. Die genauen Zahlen verdeutlicht folgende Tabelle:

### Bedeutende Orte
Einwohnerstärkste Ortschaft und einzige Großstadt des Distrikts ist der Hauptort Godhra mit rund 150.000 Bewohnern. Weitere bedeutende Städte mit einer Einwohnerschaft von mehr als 10.000 Menschen sind Halol, Lunawada, Kalol, Santrampur und Shehera. Die städtische Bevölkerung macht nur 14 Prozent der gesamten Bevölkerung aus.